# Rosenborg
Zámek Rosenborg (dánsky Rosenborg Slot) je renesanční zámek, nacházející se v centru Kodaně, hlavního města Dánska. Byl postaven v roce 1606 ve stylu nizozemské renesance, tehdejším typickém stylu dánských budov. Několikrát byl rozšířen. Jeho architekty byli Bertel Lange a Hans van Steenvinskel. Ve sklepeních rosenborského zámku jsou uloženy Dánské korunovační klenoty a královské šperky.

## Historie
Zámek byl vybudován v roce 1606 původně jako letohrádek a je jednou z mnoha staveb, které dal postavit dánský král Kristián IV. Jako královská rezidence byl používán až po roce 1710. Po vyhoření paláce Christianborg v roce 1794 byl hlavním sídlem královské rodiny, stejně tak se stal důležitým po 1. bitvě o Kodaň v roce 1801. V roce 1838 byl hrad zpřístupněn veřejnosti. Největší zájem návštěvníků vzbuzují královské šperky, korunovační klenoty a královský koberec, který je zde také vystaven.

## Zahrady

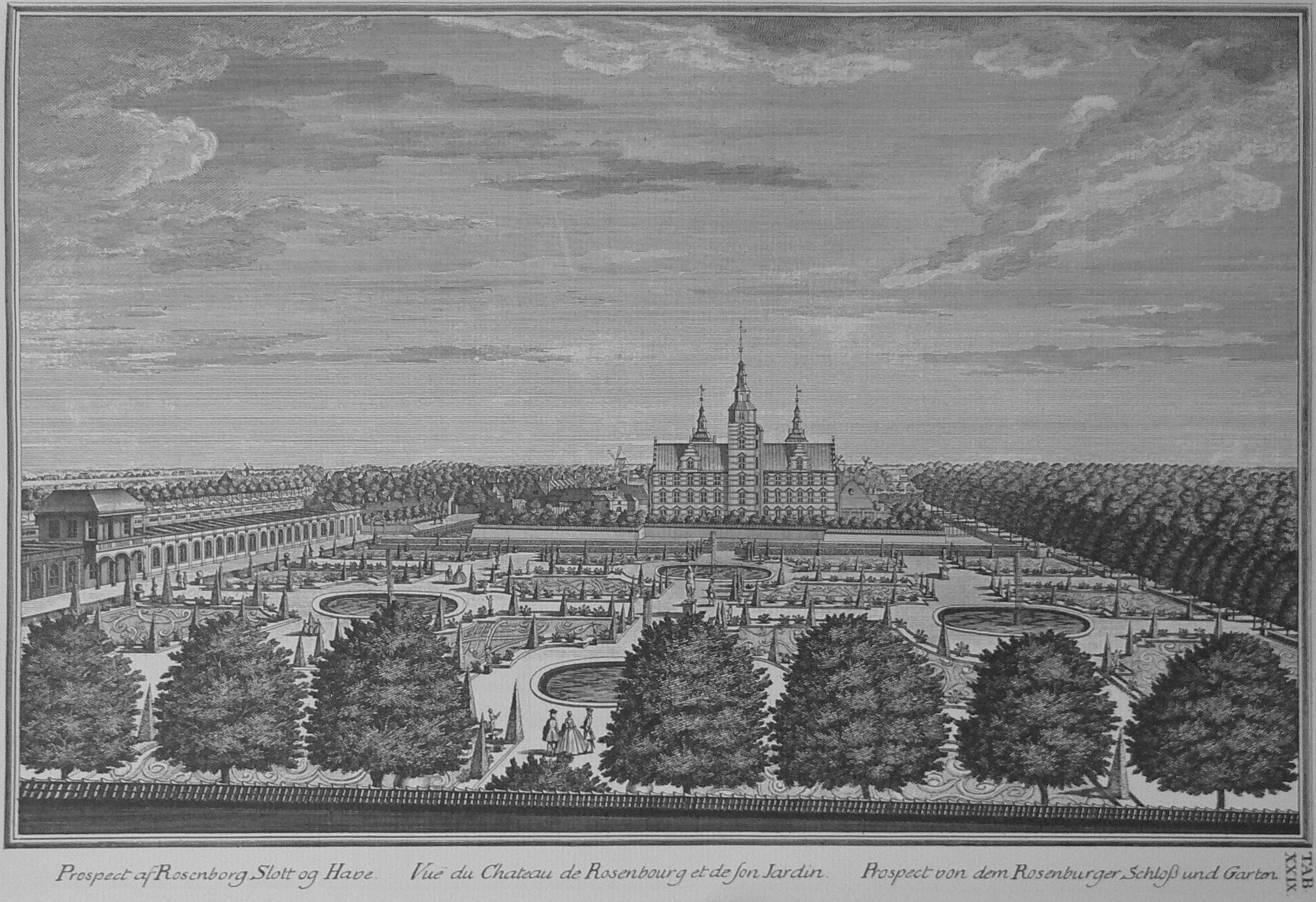
Historický obraz královských zahrad a zámku Rosenborg

Rosenborg se nachází v Kongens Have (česky Královské zahrady), také známé jako Rosenborské královské zahrady. Tyto nejstarší královské zahrady v zemi jsou vybudovány v renesančním stylu a jsou populární destinací v Kodani - ročně přivábí přes 2, 5 milionů návštěvníků. Vedle zámku jsou kasárna, kde sídlí Dánská královská garda.